# Paul Jones (blues)
Pour les articles homonymes, voir Paul Jones et Jones.
Paul "Wine" Jones (1er juillet 1946 - 9 octobre 2005) était un chanteur et guitariste de blues noir-américain né à Flora dans le Mississppi. 
Comme nombre de bluesmen, Paul Jones apprit la guitare très jeune dans le cercle familial. Plus tard, il a effectué de nombreux travaux dans les fermes des environs, les champs de coton et en tant que soudeur avant d'accéder à une relative célébrité à partir de 1995 grâce à la tournée organisée par la maison de production Fat Possum. Cette dernière organisa en effet une série de concerts rassemblant plusieurs bluesmen amateurs du Delta, l'occasion pour certains d'entre eux (comme Paul Jones), de jouer pour la première fois hors de l'État du Mississippi.
Le succès de cette tournée lui ouvrit les portes des studios où il enregistra, en 1995, son premier album, Mule dans lequel il arrangea un certain nombre de standards de blues de façon assez novatrice, jouant notamment avec la pédale wah-wah. Son second et dernier album, Pucker Up Buttercup, parut en 1999. Les dernières années de sa vie, Paul Jones donnera plusieurs concerts en Europe. 
Son frère, Casey Jones est un batteur de blues qui a joué avec Albert Collins.